# Ligne 43 (Infrabel)
Pour les articles homonymes, voir Ligne 43.
 (janvier 2020).
La ligne 43, ou ligne de l'Ourthe, est une ligne ferroviaire belge reliant la banlieue de Liège (Angleur) à la ligne Bruxelles - Luxembourg au niveau de la gare de bifurcation de Marloie (Marche-en-Famenne).

## Historique

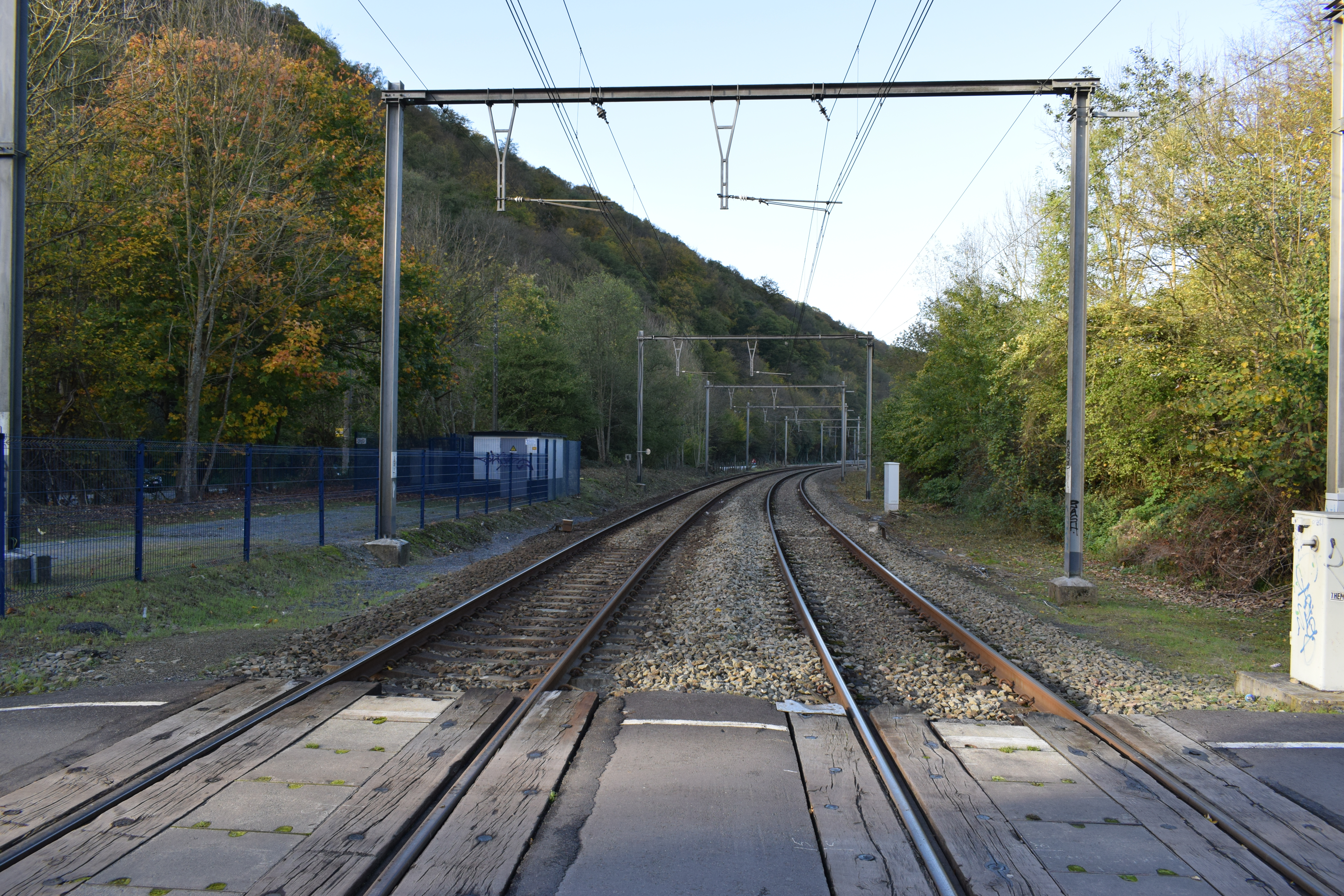
Vue le long de la ligne près de Colonster

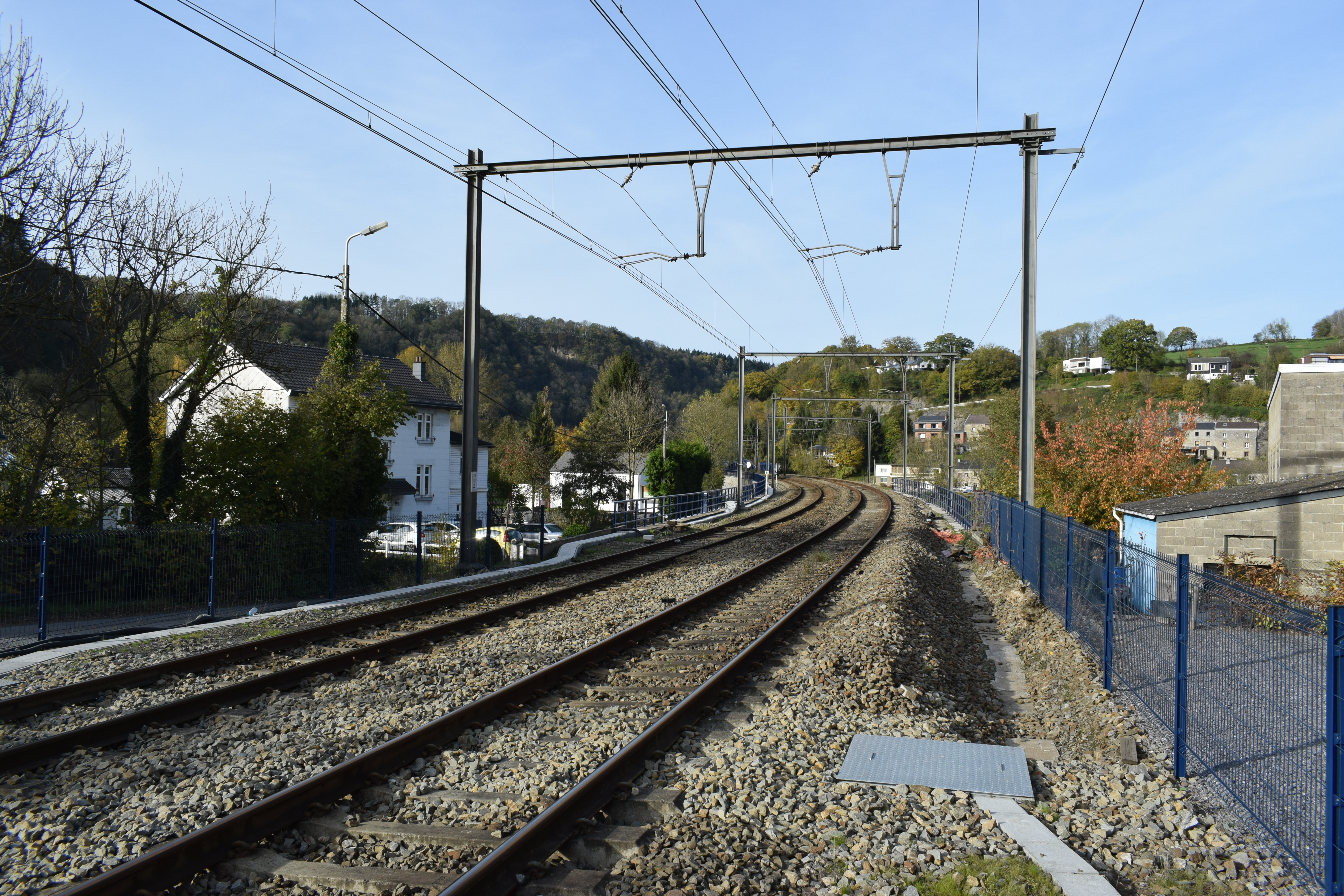
La ligne entre Comblain-au-Pont et Comblain-la-Tour

Lorsque la Grande compagnie du Luxembourg reçut la concession pour la ligne du Luxembourg, les antennes de Bastogne et de Liège[réf. nécessaire] faisaient partie de l'accord ainsi que la construction du canal de l'Ourthe entre Angleur et La Roche-en-Ardenne.
En 1863, un accord avec l’État lui accorde une concession ferroviaire entre Angleur et Marloie et la décharge entièrement de l'obligation de prolonger le canal de l'Ourthe entre Comblain-au-Pont et La Roche-en-Ardenne.
Conformément aux méthodes de la compagnie, la ligne adopte un tracé le moins accidenté possible en suivant la vallée de l'Ourthe. Toutefois, trois méandres formant des presqu'îles seront coupés court à l'aide de tunnels.
La ligne étant exploitée par le privé, une ligne concurrente, la jonction grand-ducale verra rapidement le jour entre Pepinster et Luxembourg par Vielsalm et Gouvy (futures lignes 42,44 et 45), exploitée par l'état belge et la société royale grand-ducale des chemins de fer Guillaume-Luxembourg.
La ligne de l'Ourthe fut inaugurée en 1866. Son extrémité nord (Angleur) était alors depuis 1843 sur l'un des premiers axes ferroviaires du pays, entre Anvers et la Prusse via Malines.
Sinueuse, la ligne est considérée comme secondaire ; elle doit principalement son électrification au choix de la SNCB, à la fin des années 1980, de ne pas devoir constituer un nouveau parc de rames voyageurs diesel affecté à un nombre réduit de relations (décision sur laquelle la SNCB reviendra plus tard avec la commande des autorails 41 indispensables sur des lignes autour de Charleroi, Gand et dans le Limbourg qu'elle n'a plus les moyens d'électrifier.[réf. nécessaire])
Cette électrification, inaugurée en 1993, sera couplée à la remise à simple voie de la section sud de la ligne, entre Bomal et Marloie, dont la vitesse sera parallèlement portée à 120 km/h (contre 90 km/h pour le reste de la ligne). La desserte ne sera toutefois pas fondamentalement renforcée, avec un service de base composé uniquement de trains omnibus.

## Utilisation
Le trafic est composé :
- d'une relation voyageur "omnibus" (Liers) - Liège - Rivage - Jemelle cadencée toutes heures entre 6 et 22h (toutes les deux heures le week-end et les jours fériés) ;
- La section Liège - Rivage est aussi desservie par l'IC (Liers) Liège Luxembourg qui marque l’arrêt à Angleur Poulseur et Rivage ;
- de cinq aller-retour de renforcement aux heures de pointe, en semaine (trains P) entre Jemelle et Liège ;
- de deux autres aller-retour de renforcement (trains P) entre Gouvy / Rivage et Liège ;

La ligne 43 ne voit plus passer qu'un faible trafic marchandises.
Après la fermeture en 1992 de la cokerie d'Alsdorf - en Allemagne - qui fournissait la sidérurgie luxembourgeoise, les quelques raccordés subsistant (notamment la scierie de Büllingen) ont progressivement fermé. Un seul train de cabotage facultatif dessert encore occasionnellement Vielsalm ou le camp militaire de Marche, alors que des trains blocs complets relient périodiquement les carrières Lhoist de Jemelle et le parc à bois de Marloie.
Le train international régulier entre Maastricht et l'Italie via Luxembourg - qui avait connu ses heures de gloires lorsque les ouvriers italiens du bassin Liégeois l'empruntaient pour "rentrer au pays" - a disparu au tout début du siècle, après avoir été détourné vers Jemelle où il fut accouplé un temps à une rame en provenance de Bruxelles.
À noter que la ligne est utilisée "en transit" par de nombreux étudiants de la province de Luxembourg qui rejoignent les établissements d'enseignement de Liège le dimanche soir. Malgré la desserte omnibus, cette relation reste en effet plus rapide qu'un détour par Namur.

## Caractéristiques

### Profil
Entre Angleur et Bomal, la ligne suit la vallée de l'Ourthe et les déclivités sont très faibles. Au-delà de Bomal, le chemin de fer prend de la hauteur avec une rampe de 10 ‰ qui l'amène à traverser ligne droite les contreforts d'un large méandre de l'Ourthe, le point culminant entre Bomal et Melreux se trouvant à une altitude d'environ 200 m. De Melreux à Marloie, la ligne décrit une montée pratiquement ininterrompue en rampe de 10 ‰.

### Ouvrages d'art
La ligne franchit 7 fois l'Ourthe et traverse l'Amblève à Comblain-au-Pont. Elle comporte aussi trois tunnels (voir le plan de ligne ci-contre).

## Projets futurs
La ligne ayant fait l'objet d'une rénovation et d'une électrification, il y a peu de projets en perspectives.
Des rumeurs prétendent que la potentielle conversion de la ligne 162 d'une électrification en 3 kV vers le 25 kV pourrait également toucher la ligne 43.
Selon le plan d’investissements 2013-2025 de la SNCB, la section de ligne entre Rivage et Marloie figure dans la catégorie des lignes C, là où un abandon de la ligne est prévu à court terme,,.
En décembre 2019, le Conseil d'Administration de la SNCB a approuvé le doublement de la fréquence des trains entre Liège et Gouvy pour le plan de transport 2020-2023. Concrètement, dès le 13 décembre 2020, la desserte passera de « 1 train toutes les 2 heures » à « 1 train par heure » et ces trains s'arrêteront à Esneux,.